# AVM Computersysteme
1. WEITERLEITUNG Fritz (Elektronikhersteller)